# Joffrey Lupul
Pour les articles homonymes, voir Joffrey et Lupul.
Joffrey Lupul (né le 23 septembre 1983 à Fort Saskatchewan, dans la province de l'Alberta au Canada) est un joueur professionnel de hockey canadien.

## Carrière

### Carrière amateur
En 1999-00, alors évoluant pour les Rangers de Fort Sasketchewan de la ligue AMHL (Midget AAA), Joffrey Lupul remporte le trophée Harry Allen qui récompense le meilleur compteur de la ligue. 

### Mighty Ducks d'Anaheim et les Oilers d'Edmonton
Il a été repêché par les Mighty Ducks d'Anaheim lors du repêchage d'entrée dans la LNH 2002, à la 7e position. Lors des séries de la Coupe Stanley 2006, Lupul est devenu le premier joueur de l'histoire des séries éliminatoires de la LNH à inscrire quatre buts au cours d'une même partie, dont un en prolongation.
Après la saison 2005-2006, Lupul est échangé aux Oilers d'Edmonton, champions de l'Association de l'Ouest (avec Ladislav Šmíd et des choix de repêchage) en échange de Chris Pronger le 4 juillet 2006.

### Flyers de Philadelphie
Le 1er juillet 2007, après une seule saison avec Edmonton au cours de laquelle il a marqué 16 buts, Lupul est échangé (avec le capitaine des Oilers Jason Smith) aux Flyers de Philadelphie en échange de Joni Pitkänen, Geoff Sanderson et un choix de troisième tour en 2007.

### De retour à Anaheim
Le 26 juin 2009, Lupul est échangé avec Luca Sbisa et deux choix de première ronde à Anaheim contre Chris Pronger.

### Maple Leafs de Toronto
Le 9 février 2011, Lupul est échangé avec Jake Gardiner et un choix de quatrième tour aux Maple Leafs de Toronto contre le défenseur François Beauchemin.
Il fut ensuite l'assistant de Zdeno Chára lors du 59e Match des étoiles de la Ligue nationale de hockey, en 2012.

## Statistiques
| Saison     | Équipe                       | Ligue      |     | Saison régulière | Saison régulière | Saison régulière | Saison régulière | Saison régulière |    | Séries éliminatoires | Séries éliminatoires | Séries éliminatoires | Séries éliminatoires | Séries éliminatoires |
| Saison     | Équipe                       | Ligue      | PJ  | B                | A                | Pts              | Pun              | PJ               | B  | A                    | Pts                  | Pun                  |                      |                      |
| 1998-1999  | Traders de Fort Sasketchewan | AMBHL      | 36  | 40               | 50               | 90               | 40               | -                | -  | -                    | -                    | -                    |                      |                      |
| 1999-2000  | Rangers de Fort Sasketchewan | AMHL       | 34  | 43               | 30               | 77               | 47               | 4                | 0  | 1                    | 1                    | 2                    |                      |                      |
| 2000-2001  | Tigers de Medicine Hat       | LHOu       | 69  | 30               | 26               | 56               | 39               | -                | -  | -                    | -                    | -                    |                      |                      |
| 2001-2002  | Tigers de Medicine Hat       | LHOu       | 72  | 56               | 50               | 106              | 95               | -                | -  | -                    | -                    | -                    |                      |                      |
| 2002-2003  | Tigers de Medicine Hat       | LHOu       | 50  | 41               | 37               | 78               | 82               | 11               | 4  | 11                   | 15                   | 20                   |                      |                      |
| 2003-2004  | Mighty Ducks d'Anaheim       | LNH        | 75  | 13               | 21               | 34               | 28               | -                | -  | -                    | -                    | -                    |                      |                      |
| 2003-2004  | Mighty Ducks de Cincinnati   | LAH        | 3   | 3                | 2                | 5                | 2                | -                | -  | -                    | -                    | -                    |                      |                      |
| 2004-2005  | Mighty Ducks de Cincinnati   | LAH        | 65  | 30               | 26               | 56               | 58               | 12               | 3  | 9                    | 12                   | 27                   |                      |                      |
| 2005-2006  | Mighty Ducks d'Anaheim       | LNH        | 81  | 28               | 25               | 53               | 48               | 16               | 9  | 2                    | 11                   | 31                   |                      |                      |
| 2006-2007  | Oilers d'Edmonton            | LNH        | 81  | 16               | 12               | 28               | 45               | -                | -  | -                    | -                    | -                    |                      |                      |
| 2007-2008  | Flyers de Philadelphie       | LNH        | 56  | 20               | 26               | 46               | 35               | 17               | 4  | 6                    | 10                   | 2                    |                      |                      |
| 2008-2009  | Flyers de Philadelphie       | LNH        | 79  | 25               | 25               | 50               | 58               | 6                | 1  | 1                    | 2                    | 2                    |                      |                      |
| 2009-2010  | Ducks d'Anaheim              | LNH        | 23  | 10               | 4                | 14               | 18               | -                | -  | -                    | -                    | -                    |                      |                      |
| 2010-2011  | Ducks d'Anaheim              | LNH        | 26  | 5                | 8                | 13               | 14               | -                | -  | -                    | -                    | -                    |                      |                      |
| 2010-2011  | Maple Leafs de Toronto       | LNH        | 28  | 9                | 9                | 18               | 19               | -                | -  | -                    | -                    | -                    |                      |                      |
| 2011-2012  | Maple Leafs de Toronto       | LNH        | 66  | 25               | 42               | 67               | 48               | -                | -  | -                    | -                    | -                    |                      |                      |
| 2012-2013  | Avtomobilist Iekaterinbourg  | KHL        | 9   | 1                | 3                | 4                | 4                | -                | -  | -                    | -                    | -                    |                      |                      |
| 2012-2013  | Maple Leafs de Toronto       | LNH        | 16  | 11               | 7                | 18               | 12               | 7                | 3  | 1                    | 4                    | 4                    |                      |                      |
| 2013-2014  | Maple Leafs de Toronto       | LNH        | 69  | 22               | 22               | 44               | 44               | -                | -  | -                    | -                    | -                    |                      |                      |
| 2014-2015  | Maple Leafs de Toronto       | LNH        | 55  | 10               | 11               | 21               | 26               | -                | -  | -                    | -                    | -                    |                      |                      |
| 2015-2016  | Maple Leafs de Toronto       | LNH        | 46  | 11               | 3                | 14               | 12               | -                | -  | -                    | -                    | -                    |                      |                      |
| Totaux LNH | Totaux LNH                   | Totaux LNH | 701 | 205              | 215              | 420              | 407              | 46               | 17 | 10                   | 27                   | 39                   |                      |                      |